# Oldenlandia proschii
Oldenlandia proschii är en måreväxtart som beskrevs av John Isaac Briquet. Oldenlandia proschii ingår i släktet Oldenlandia och familjen måreväxter.
Artens utbredningsområde är Zambia. Inga underarter finns listade i Catalogue of Life.